# Parade-fest
Parade-Fest — театрально-урбаністичний фестиваль про право на місто, який проходить в місті Харків (Україна).

## Про фестиваль
Театрально-урбаністичний фестиваль «Parade» організовує «ArtDot» — команда людей, яка займається проєктами в сфері освіти і мистецтва. Програмною директоркою фестивалю є Вероніка Склярова.
Фестиваль реалізується в рамках проєкту «Зміцнення громадської довіри» за фінансової підтримки Агентства США з міжнародного розвитку. Також партнерами фестивалю виступали Департамент у справах сім'ї, молоді та спорту Харківської міської ради та фонд громади Харкова «Толока».
Фестиваль позиціонує себе як майданчик для публічного діалогу, за допомогою якого учасники та учасниці можуть обговорити проблеми міського простору та цінностей, у ньому представлених. «Parade-Fest» акцентує на для минулому і комфортному співіснуванні людей у місті, а також піднімає проблему безпечної взаємодії у мистецтві та його місця в українському суспільстві.
У межах фестивалю поєднується кілька програм: театральна (у формі шоукейсу презентують вистави сучасних театрів, які рефлексують над проблемами сьогодення), урбаністична (соціальні ініціативи та творчі проекти в межах міського простору, за допомогою якого можливо вибудувати нові відносини з містом та переосмислити своє «право на місто»), освітня (лекції та воркшопи для активістів і культурних менеджерів), музична.

## 2018
У перший рік фестиваль проходив з 16-го по 20 травня. В його межах було заграно такі вистави:
- «Антон і Наташа в пошуках сенсу життя», спільний проект театрів «Прекрасні квіти» і «Нєфть», Харків,
- «Гімнастичний козел», театр імені А. С. Пушкіна, Харків,
- «боженька», театр імені Лесі Українки, Львів,
- «Чевенгур», театр ляльок імені В. А. Афанасьєва, Харків,
- «Віталік», «Дикий Театр», Київ,
- «Психоз в 4.48», театр «Актор», Київ.

Урбан-програма фестивалю складалась із перформансів «Червоне весілля» та «#деньнезалежності», фотоквесту, музичних вечірок та ін.
В межах освітньої програми було проведено такі заходи:
- «Точка зустрічі» — формат діалогів з театрами після вистав, модератори — редакція Український театр (Анастасія Гайшенець, Олена Мигашко)
- Лекції на теми: міське середовище в театрі сайт-специфік (Олена Мигашко), PR-стратегія незалежного театру (досвід «Дикого театру», Ярослава Кравченко)
- Воркшопи: арт-терапія (Школа театральної майстерності «ТЕСТО»), перформативні методи для роботи з історичної травмою (Вікторія Миронюк)
- Круглий стіл на тему «Постпам'яті і самоцензури в мистецтві: фокус театру» за участю режиссерки Рози Саркісян, перформерок Оксани Черкашиной і Ніни Хижної

На думку Анастасії Гайшинець, 
|  | У програмі Parade Fest увагу було розподілено однаково між театром «на практиці» й міждисциплінарним лекторієм довкола нього. Це, можливо, уперше за останні роки на вітчизняному театральному фестивалі всі заходи були чітко вибудовані концептуально й перебували у взаємозалежності. |

## 2019
У 2019 році в межах фестивалю протягом 18–23 вересня було зіграно такі вистави:
- «Apollo» (реж. Ніна Хижна), театр «Нєфть», Харків,
- «Мистецтво демократії. Мистецтво любові» (інтерактивний перформанс), (реж. Ніна Хижна), Харків,
- «Буфет», театрально-драматургічна студія «Школа магії театру», Харків,
- «Прекрасні, прекрасні, прекрасні часи», (реж. Роза Саркісян), Перший театр, Львів,
- «War in progress», (реж. Šimon Stiburek), театр Relikty, Прага, Чехія,
- «Горизонт 200», (реж. Олена Апчел), театр імені Лесі Українки, Львів,
- «Поринаючи в / полишаючи утопію», (реж. Max Schumacher, Німеччина), Німеччина/Україна,
- «Отелло/Україна/Facebook», (реж. Стас Жирков), Київський академічний театр «Золоті ворота», Київ.

Освітня програма складалася з лекцій та дискусій:
- «Інтерактивне мистецтво як засіб комунікації з глядачем» (Нік Акорн);
- «Жива анімація в театрі» (Олена Авдєєва);
- «Скетчбуки — журнали подорожей» (Маріо Ліньяреш);
- «Авторитарне та авторитетне лідерство» (Ярослава Байчук);
- «Демократичні та авторитарні стратегії у створенні мистецького продукту» (Йоанна Віховська);
- «Між мистецькою свободою та соціальною відповідальністю» (Костянтин Зоркін, Юрек Якубов);
- «Свунд-дизайн у театрі та кіно» (Серж Авдєєв);
- «Театр, нові медіа, урбанізм» (Макс Шумахер);
- «Міжнародні театральні проєкти: досвід і можливості» (Костянтин Бухольц, Ліса Вагнер).

Також в межах фестивалю було зіграно низку музичних концертів. Серед учасників — гурт Zapaska, проєкт Zbaraski, Мантра Керуака та інші.
За підсумками фестивалю харківське видання «Люк» написало, що «успіх “Параду” дозволяє говорити про фестиваль як про одну з найголовніших ініціатив, що формуватимуть культуру Харкова в майбутньому».

## 2020
У зв'язку з пандемією фестиваль не відбувся. Натомість було організовано лабораторію «Безпечний театр», яку назвали «однією з найважливіших [освітніх] ініціатив» 2020 року в українському театрі. За підсумками лабораторії було створено «Методичку безпечного театру», яка була презентована 27 січня 2021 року й згодом — викладена у вільний доступ.

## 2021
У 2021 році фестиваль прходив 9-11 вересня.  Основна тематика фестивалю - це "Культура переходу", критичне осмислення 30 років Незалежності України крізь призму мистецтва, освіти та урбаністики На фестивалі постійно порушувались питання зміни українських міст після розпаду СРСР, як це вплинуло на нас, чи навчились ми медіаграмотності та чи набулии інших, важливих для незалежного суспільства, рис.

### У межах фестивалю було показано

#### Вистави
Вистави:
- "Small theater from the end of the world - OPUS 2" - Theatre de la Massue режисера Єзекиїль Гарсіа Рамо
- Le Scriptographe - Theatre de la Massue режисера Єзекиїль Гарсіа Рамо
- "Українська Одіссея 3,ХА" режисера Дмитра Костюминського.
- Читка пʼєси "Катинь. Теорія Барв" режисера Олексія Мінько
- Перфоманс за методикою "Невидимий театр" Агусто Боаля
- Інклюзивна вистава "Погляд" режисерки Анни Єпатко

#### Виставки
Виставки :
- Томаш Шершень - виставка документальних фотографій "Архітектура переходу"
- Презентація Лабораторії "Невидимий означає безпечний?" від Пьотра Армяновскі
- Презентація методики "Мапування ХТЗ" від Яни Салахової
- Презентація прооєкту "Concrete dreams" ініційований Jonathan Ben-Shaul
- Презентація прооєкту "Крим 5-та ранку" Наталії Ворожбит та Анастасії Косодій

#### Лекції
Лекції:
- Лекції від фотографа Томаша Шершеня
- Лекція "Трансформації нетерпимості" Яни Салахової
- Лекція "Громадянська журналістика та суспільство. Ролі, функції, зміни" Віктора Пічугіна
- Лекція "Історія альтернативних ЗМІ в Україні" Назара Шешуряка

#### Фільми
Фільми:
- Поках фільму "Ні! Ні! Ні!"(2017) режисера Миколи Рідного
- "Місто інклюзія" - перегляд найкращих кінометражок про соціальне різноманіття та права людини за участі авторів